# Ходжаев, Джура (партийный деятель)
Джура Ходжаев (1912 — 1980) — советский хозяйственный, государственный и политический деятель.

## Биография
Родился в 1912 году. Член КПСС с 1939 года.
С 1939 года — на хозяйственной, общественной и политической работе. В 1939—1980 гг. — председатель Фрунзенского райисполкома, первый секретарь Кировского, Куйбышевского райкомов партии, секретарь Ташкентского горкома, затем обкома партии, председатель Узсовпрофа, первый секретарь Фрунзенского райкома партии, председатель партийной комиссии при ЦК КП Узбекистана.
Избирался депутатом Верховного Совета СССР 4-го созыва, Верховного Совета Узбекской ССР 3-9-го созывов. Делегат XX съезда КПСС.
Умер после 1980 года.